# Ernst Jakob von Ege
Ernst Jakob Ege, ab 1839 von Ege, (* 20. Juli 1791 in Göppingen; † 2. Januar 1854 in Esslingen am Neckar) war ein deutscher Richter.

## Leben
Ernst Ege arbeitete als Obertribunalrat in Esslingen, zuletzt war er Direktor des Gerichtshofes in Esslingen.
In einer Ersatzwahl für den verstorbenen Karl Deffner wurde er in die Zweite Kammer des württembergischen Landtags gewählt. Er trat am 5. Januar 1847 in den Landtag ein und übte das Amt bis 1848 aus.
Ernst Ege war der Sohn des Bürgers und Strumpfwebers Samuel Ege (1761–1814) in Göppingen und der Christina Dorothea geb. Holzbauer (1764–1836) und hatte mehrere Geschwister. 1820 heiratete er Luise Gollmer (1802–1848). Mit ihr hatte er sieben Kinder, darunter den Landtagsabgeordneten Emil Ege, den Prälat und Generalsuperintendent Ernst von Ege und den Reichsgerichtsrat beim Reichsgericht in Leipzig Karl von Ege.
1839 wurde Ernst Jakob von Ege das Ritterkreuz des Ordens der Württembergischen Krone verliehen, welches mit dem persönlichen Adelstitel (Nobilitierung) verbunden war.